# Féktelen harag
A Féktelen harag (eredeti cím: Drive Angry) 2011-ben bemutatott amerikai fantasy-akciófilm, melyet Patrick Lussier írt és rendezett. A főbb szerepekben Nicolas Cage, Amber Heard, William Fichtner, Billy Burke és David Morse látható. 
2011. február 24-én mutatták be Magyarországon, az Amerikai Egyesült Államokban egy nappal később, február 25-én. Bevételi szempontból bukás volt, a 45-55 millió dolláros költséghez képest kb. 40 millió dollárt hozott vissza világszerte. A kritikusok közepesre értékelték a filmet.

## Cselekmény
Milton megszökött a Pokolból, hogy felkutassa és bosszút álljon a sátánista szektavezetőn, Jonah Kingen. King ölte meg Milton lányát és annak férjét, valamint elrabolta újszülött kislányukat, hogy feláldozva őt elszabadíthassa a káoszt a Földön. Milton nyomára is akad Kingnek, az üldözésben segítségére lesz egy fiatal lázadó lány, valamint Milton egykori barátja, Webster. Ám eközben a Pokolból kiküldik a Könyvelő néven ismert vadászt, hogy hozza vissza Miltont és az általa "kölcsönvett", Istengyilkosnak nevezett fegyvert, bármi áron.

## Szereplők
| Szerep     | Színész             | Magyar hang        |
| ---------- | ------------------- | ------------------ |
| Milton     | Nicolas Cage        | Józsa Imre         |
| Piper      | Amber Heard         | Bogdányi Titanilla |
| A Könyvelő | William Fichtner    | Forgács Péter      |
| Jonah King | Billy Burke         | Huszár Zsolt       |
| Webster    | David Morse         | Faragó András      |
| Frank      | Todd Farmer         |                    |
| Mona       | Christa Campbell    |                    |
| Candy      | Charlotte Ross      | Vadász Bea         |
| Parancsnok | Tom Atkins          | Barbinek Péter     |
| Dagadt Lou | Jack McGee          | Forgács Gábor      |
| Norma Jean | Katy Mixon          |                    |
| Roy        | Pruitt Taylor Vince | Bolla Róbert       |
| Bőrdzsekis | James Landry Hébert | Schnell Ádám       |

## Kritikai visszhang
A Rotten Tomatoes weboldalon 45%-ot kapott 111 vélemény alapján, a film hibájaként kiemelve annak sablonosságát és az eredetiség hiányát, a Metacriticen 44 pontot ért el a 100-ból.